# Puerto de Suape
El puerto de Suape (en portugués: Porto de Suape) es uno de los puertos principales  de Brasil y de América Latina. Se encuentra localizado en la ciudad de Ipojuca y Cabo de Santo Agostinho, en el estado de Pernambuco. El sistema de acceso terrestre al puerto está conformado por la BR-101 y BR-232. Es el puerto público más grande de la Región Nordeste y ocupa la quinta posición en el ranking nacional.
Tiene una profundidad de 15,5 m en el puerto interno y hasta 20 m en el puerto externo. En 2018, Suape presentó un total de 23,6 millones de toneladas de productos transportados, siendo responsable del mayor movimiento nacional de graneles líquidos (17,5 millones de toneladas) y de cabotaje (15,3 millones de toneladas). Los derivados del petróleo fueron los que tuvieron mayor impacto en el manejo del puerto, debido a la necesidad de trasladar la Refinería Abreu e Lima. Otros productos destacados en el puerto de Suape son las exportaciones de automóviles, mineral de hierro, soja y azúcar y la exportación de contenedores. Considerando los datos de 2014, los productos exportados desde Suape se producen mayoritariamente en el estado de Pernambuco (70,41%), con los productos de Paraíba en segundo lugar (9,1%) y los de Rio Grande do Norte en tercer lugar con 6,32%. Por otro lado, los productos importados llegan mayoritariamente a Pernambuco (88,37%), y el resto principalmente a Paraíba (3,95%) y Ceará (2,56%).

### Galería

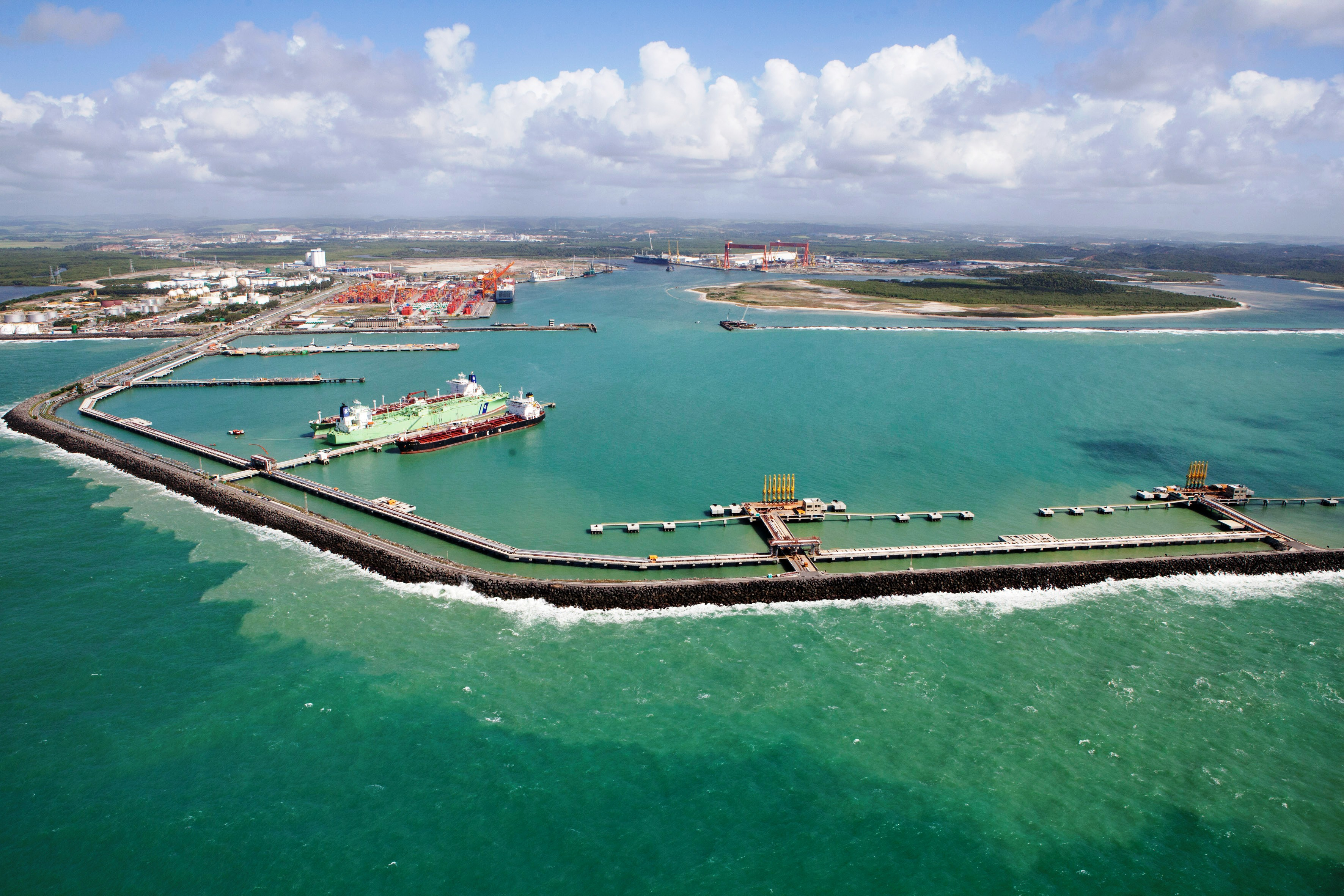
Suape, 2012
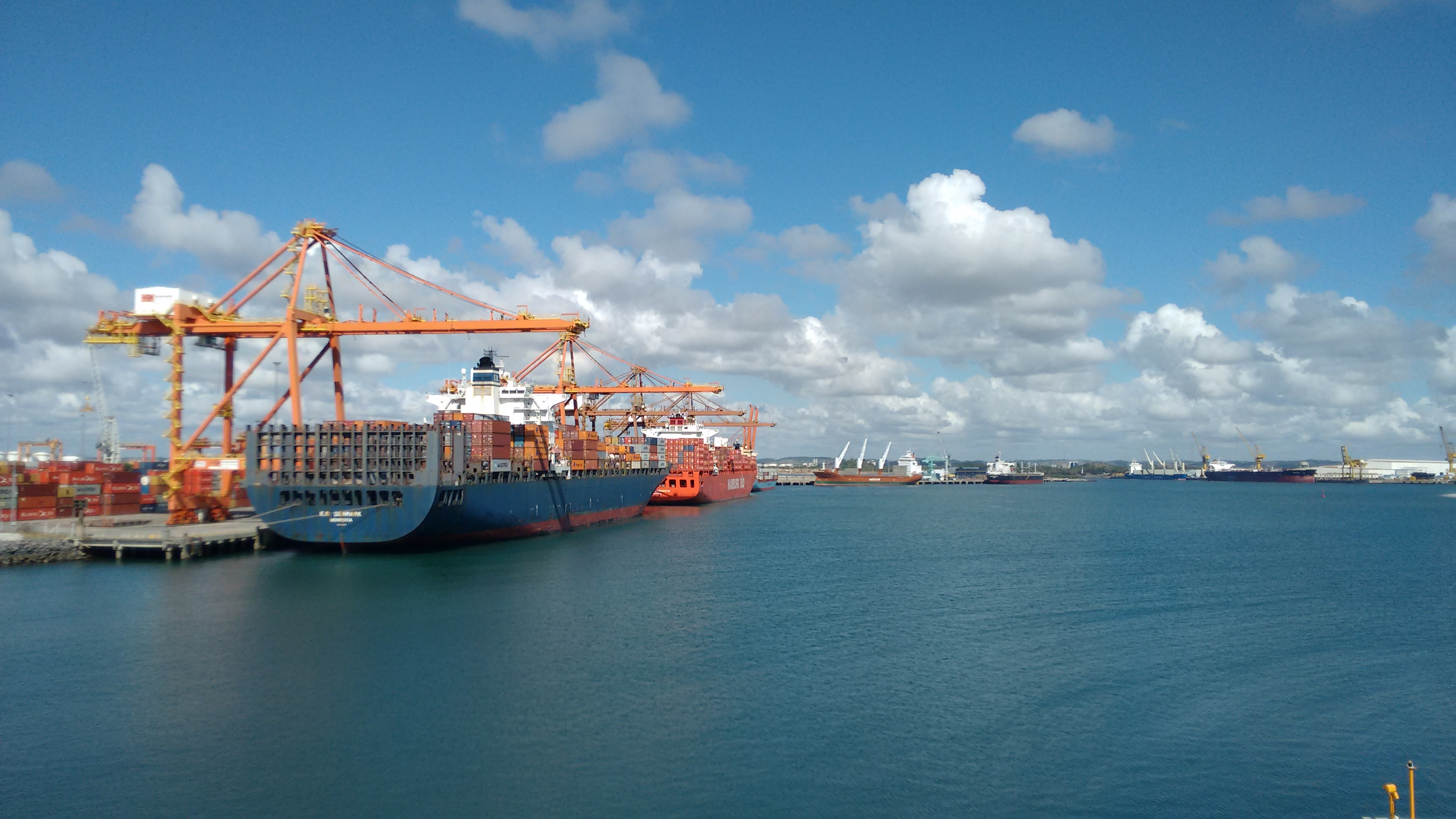
Puerto Interior (Muelle Suape)
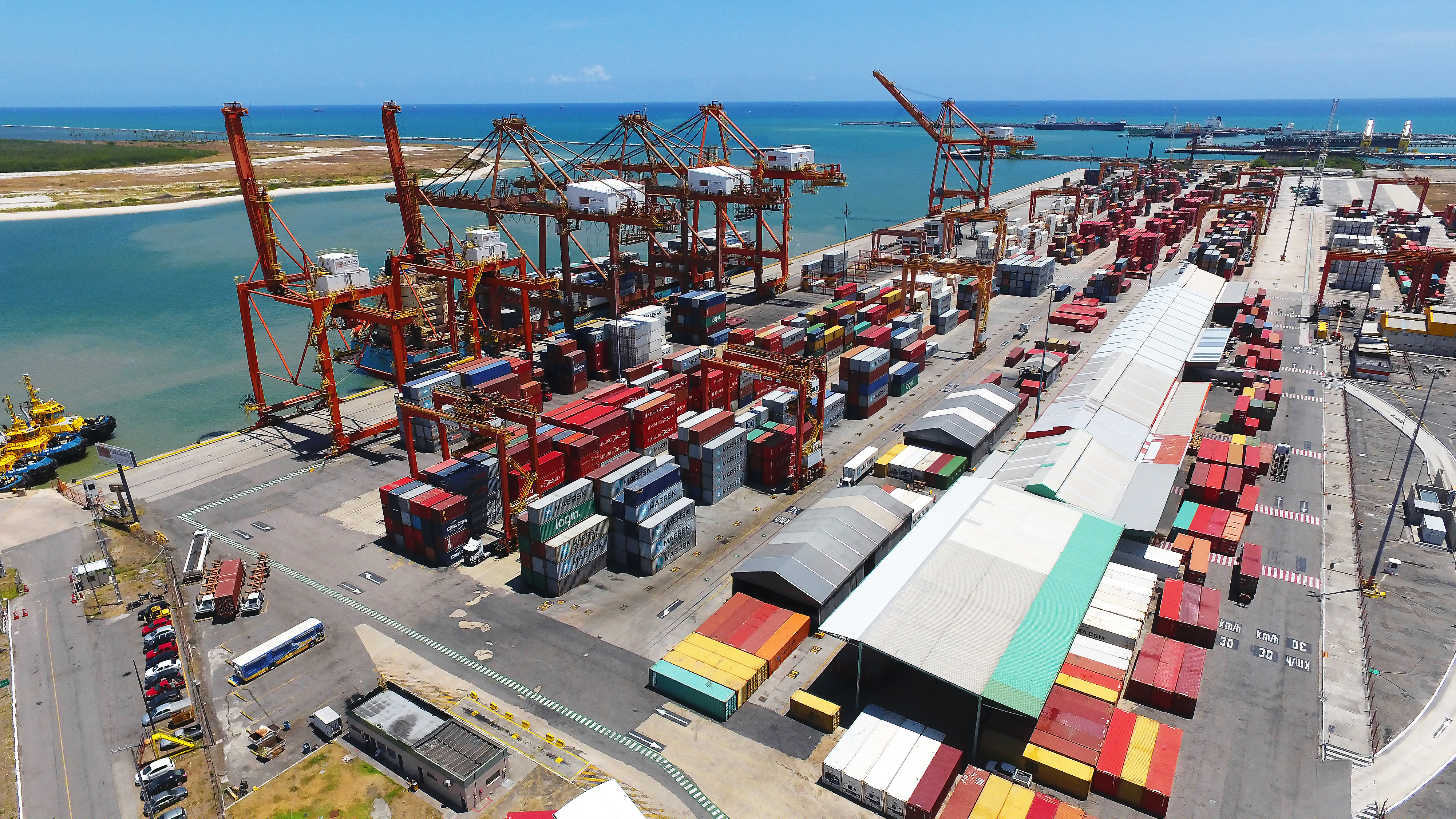
TECON (Terminal de contenedores)
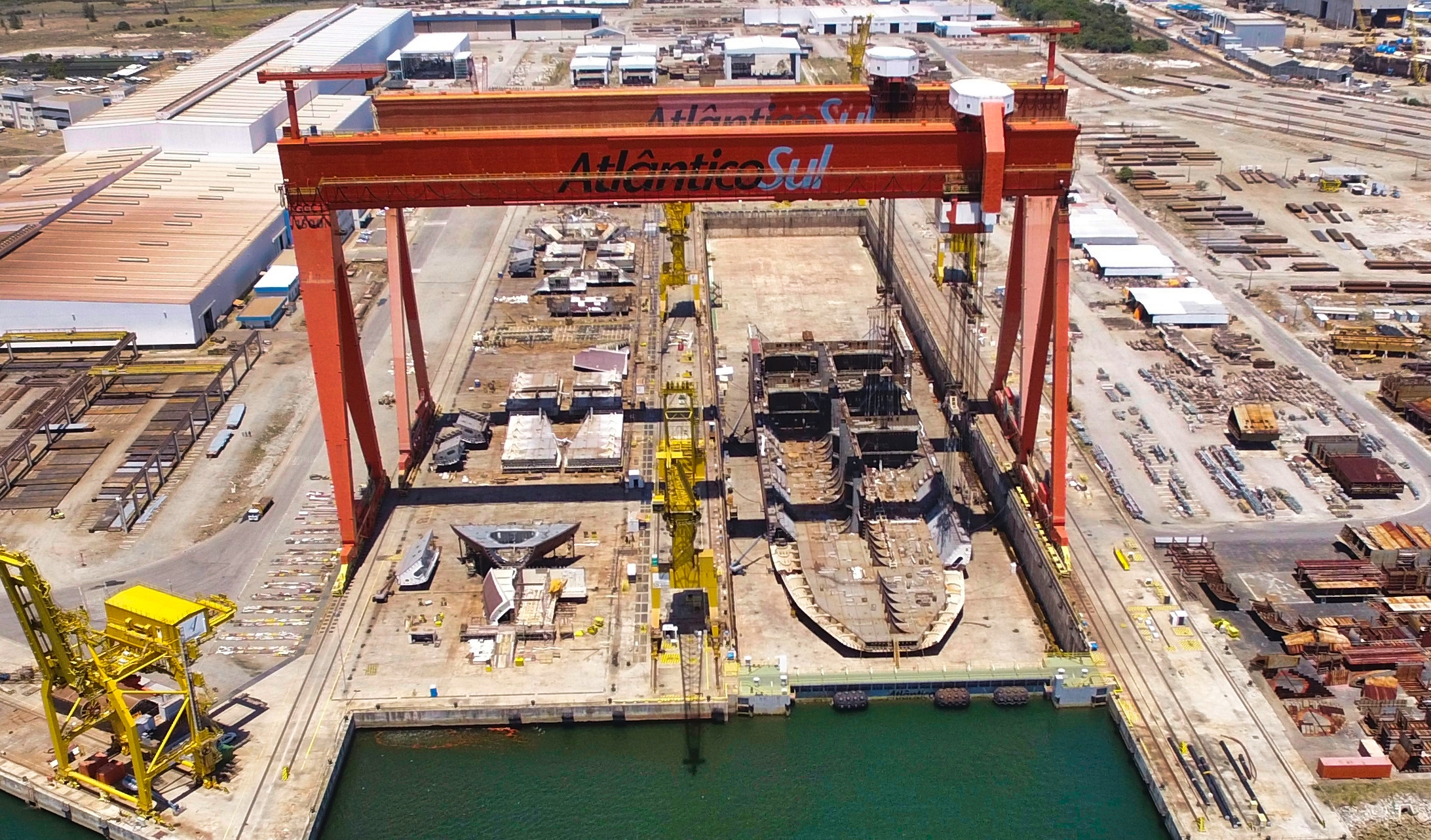
El Astillero Atlântico Sul tiene una estructura de 400 metros de largo, 73 metros de ancho y 12 metros de profundidad